# Kobiljača (Pojezerje)
Kobiljača falu Horvátországban, Dubrovnik-Neretva megyében. Közigazgatásilag Pojezerje községhez tartozik.

## Fekvése
Makarskától légvonalban 41, közúton 62 km-re délkeletre, községközpontjától légvonalban 3, közúton 4 km-re délkeletre az A1-es autópályától délre, a mali prologi leágazó közelében fekszik.

## Története
A település akkor keletkezett, amikor a második világháborút követően Strugáról és a környező magasabban fekvő településekről a lakosság egy része a Jezeraci mezőre költözött le, ahol benépesítette a mai Kobiljač területét. A régi strugai plébániatemplom magányában, anélkül maradt a hegyen, hogy bárki is használta volna. A lakosság intenzív betelepülése az 1970-es években történt Kobiljačára, de az új településnek nem volt temploma. A nép Srećko Franić plébános vezetésével 1976-ban építette fel a település templomát, melyet a Jezerai miasszonyunk tiszteletére szenteltek fel. A településnek 2011-ben 241 lakosa volt, akik főként mezőgazdaságból éltek.

## Népesség
| Lakosság változása | Lakosság változása | Lakosság változása | Lakosság változása | Lakosság változása | Lakosság változása | Lakosság változása | Lakosság változása | Lakosság változása | Lakosság változása | Lakosság változása | Lakosság változása | Lakosság változása | Lakosság változása | Lakosság változása | Lakosság változása |
| ------------------ | ------------------ | ------------------ | ------------------ | ------------------ | ------------------ | ------------------ | ------------------ | ------------------ | ------------------ | ------------------ | ------------------ | ------------------ | ------------------ | ------------------ | ------------------ |
| 1857               | 1869               | 1880               | 1890               | 1900               | 1910               | 1921               | 1931               | 1948               | 1953               | 1961               | 1971               | 1981               | 1991               | 2001               | 2011               |
| 0                  | 0                  | 0                  | 0                  | 0                  | 0                  | 0                  | 0                  | 26                 | 10                 | 10                 | 281                | 381                | 348                | 273                | 241                |

(1948 és 1971 között településrészként, 1948 és 1961 között lakosságának egy részét Dubravéhoz számították. 1981-től számít önálló településnek.)

## Nevezetességei
A kobiljači Jezerai miasszonyunk templomot 1976-ban építették. Búcsúnapja szeptember 8-án Kisboldogasszony ünnepén van. Modern betonépület harangtoronnyal, körülötte új temetővel. Az oltár mögötti nagy méretű Boldogasszony képet 1987-ben festette Ante Škobalj atya.